# Premio Pulitzer 1938
Quella del 1938 fu la ventiduesima assegnazione dei Premi Pulitzer e vide il conferimento di dieci premi in altrettante categorie, cinque relative al mondo del giornalismo e cinque relative al mondo della letteratura e del teatro, a cui fu aggiunta una menzione speciale nel campo del giornalismo.
In quest'edizione, la giuria fu composta da 14 membri, tra cui il presidente della Columbia University, Nicholas Murray Butler, e fu presieduta da Ralph Pulitzer, redattore del New York World nonché figlio del fondatore dei premi Pulitzer, Joseph Pulitzer.

## Giornalismo
- Pubblico servizio:

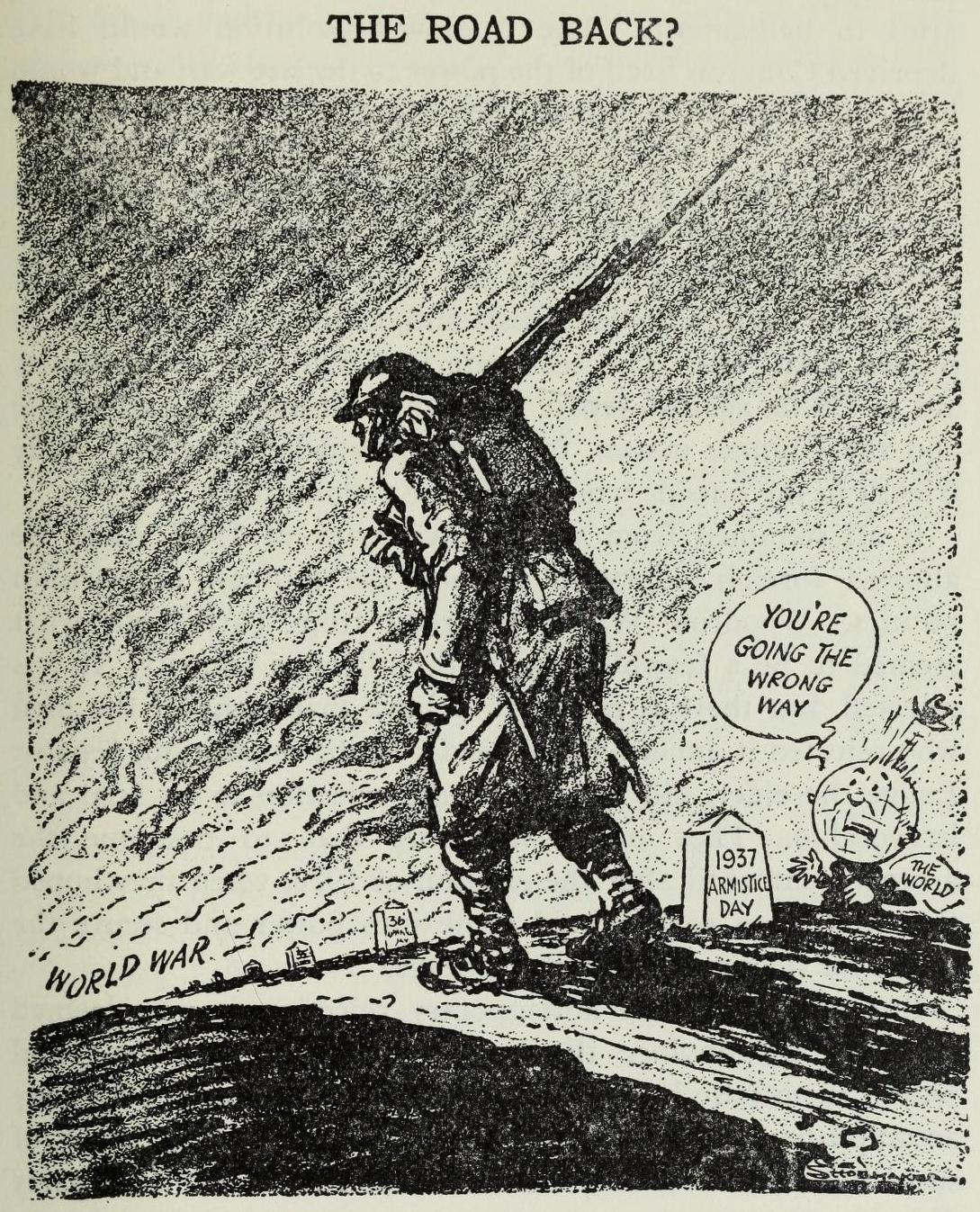
The Road Back?, la vignetta vincitrice del Premio Pulitzer 1938

  - Bismarck Tribune per i suoi servizi giornalistici e editoriali intitolati Self Help in the Dust Bowl.
- Giornalismo:
  - Raymond Sprigle, del Pittsburgh Post-Gazette, per la sua serie di articoli, supportata da documenti originali fotocopiati, che ha denunciato l'appartenenza del giudice della Corte Suprema Hugo Black al Ku Klux Klan.[3]
- Corrispondenza:
  - Arthur Krock del The New York Times, per la sua esclusiva intervista con il Presidente degli Stati Uniti d'America condotta il 27 febbraio 1937.
- Editoriale:
  - William Wesley Waymack, del Register and Tribune, per i suoi eccellenti editoriali scritti nel corso dell'anno 1937.
- Vignetta editoriale:
  - Vaughn Shoemaker, del Chicago Daily News, per la vignetta The Road Back?.

- Menzione speciale:
  - Edmonton Journal, per l'importante ruolo svolto nella della libertà di stampa nella provincia dell'Alberta e per la sua campagna contro l'Accurate News and Information Act.

## Letteratura e drammaturgia
- Romanzo:
  - The Late George Apley, John P. Marquand (Little).
- Drammaturgia:
  - Our Town, di Thornton Wilder (Coward).
- Storia:
  - The Road to Reunion, 1865-1900, di Paul Herman Buck (Little).
- Biografie o Autobiografie:
  - Andrew Jackson, 2 vols., di Marquis James (Bobbs).
- Poesia:
  - Cold Morning Sky, di Marya Zaturenska (Macmillan).